# Tennistoernooi van Dubai 2025
Het tennistoernooi van Dubai van 2025 werd van zondag 16 februari tot en met zaterdag 1 maart 2025 gespeeld op de hardcourtbuitenbanen van het Aviation Club Tennis Centre in Dubai, de hoofdstad van het gelijknamige emiraat in de Verenigde Arabische Emiraten. De officiële naam van het toernooi was Duty Free Tennis Championships.
Het toernooi bestond uit twee delen:
- WTA-toernooi van Dubai 2025, het toernooi voor de vrouwen (16–22 februari)
- ATP-toernooi van Dubai 2025, het toernooi voor de mannen (24 februari–1 maart)

| WTA               | februari 2025 | februari 2025 | februari 2025 | februari 2025 | februari 2025 | februari 2025 | februari 2025 |
| WTA               | zon 16        | maa 17        | din 18        | woe 19        | don 20        | vrĳ 21        | zat 22        |
| ----------------- | ------------- | ------------- | ------------- | ------------- | ------------- | ------------- | ------------- |
| vrouwenenkelspel  | 1e ronde      | 1e ronde      | 2e ronde      | 3e ronde      | kwartfinale   | halve finale  | finale        |
| vrouwendubbelspel | 1e ronde      | 1e ronde      | 2e ronde      | 2e ronde      | kwartfinale   | halve finale  | finale        |

| ATP              | februari 2025 | februari 2025 | februari 2025 | februari 2025 | februari 2025 | februari 2025 | maart  |
| ATP              | maa 24        | din 25        | woe 26        | woe 26        | don 27        | vrĳ 28        | zat 1  |
| ---------------- | ------------- | ------------- | ------------- | ------------- | ------------- | ------------- | ------ |
| mannenenkelspel  | 1e ronde      | 1e ronde      | 2e ronde      | 2e ronde      | kwartfinale   | halve finale  | finale |
| mannendubbelspel | 1e ronde      | 1e ronde      | 1e ronde      | 2e ronde      | 2e ronde      | halve finale  | finale |

ATP-toernooi van Dubai – WTA-toernooi van Dubai

2001 · 2002 · 2003 · 2004 · 2005 · 2006 · 2007 · 2008 · 2009 · 2010 · 2011 · 2012 · 2013 · 2014 · 2015 · 2016 · 2017 · 2018 · 2019 · 2020 · 2021 · 2022 · 2023 · 2024 · 2025